# Sundiver
Sundiver é um livro de ficção científica escrito em 1980 por David Brin. Este livro é o primeiro passado no Universo Uplift, e nele são introduzidas suas principais idéias. O livro seguinte é Maré Alta Estelar.
O livro fala sobre o projeto Sundiver, sobre espaçonaves que mergulham no Sol, e nele descobrem o que poderiam ser criaturas inteligentes.